# Vincy
Pour les articles homonymes, voir Vincy (homonymie).
Vincy est un village et ancienne commune française de l'Aisne. La commune a été rattachée entre 1790 et 1794 à la commune de Vincy-Reuil-et-Magny.
Ce village est souvent confondue avec celle de Vinchy près de Cambrai où Charles Martel, le 21 mars 717, a remporté une bataille importante.

## Toponymie
Le nom de la localité est attesté sous les formes Vinci (1229) ; Vinciacus (1251) ; Vinci-juxtà-Moncornet (XIIIe siècle).